# Koroibos (Töpfer)
Koroibos (altgriechisch Κόροιβος Kóroibos, lateinisch Coroebus) von Athen ist der Name eines mythischen griechischen Töpfers.
Nach der bei Plinius dem Älteren überlieferten Vorstellung war für die Griechen der Antike ein mythischer Mensch mit dem Namen Koroibos der Erfinder der Töpferkunst. Ungefähre Lebensdaten sind auch in der Rückschau in historischer Zeit nicht überliefert, einzig bekannt ist die Verortung in mythischer Vorzeit.

## Einzelbelege
1. ↑  Plinius, Naturalis historia 7,198